# リチャード・バージン
リチャード・バージン（Richard Burgin, 1892年10月11日 - 1981年4月29日）は、ポーランド出身のヴァイオリン奏者、指揮者。本名はリヒャルト・モイセイヴィチ・ブルギン(Richard Moiseyevich Burgin)。妻はヴァイオリン奏者のルース・ポッセルトで、息子は作家のリチャード・バージン。 娘は作家兼マサチューセッツ大学アマースト校ロシア語の教授であるダイアナ・ルイス・バージンで、彼女が出版した物語詩"Richard Burgin: A Life in Verse" (Slavica Pub, 1989; ISBN 0-89357-196-2)は、父の生涯について触れられている。

## 生涯
ポーランドのシェドルツェの生まれ。
6歳でヴァイオリンをはじめ、ワルシャワでイシドール・ロットに手ほどきを受けた。1903年には短期間ベルリンのヨーゼフ・ヨアヒムの指導を受け、1904年にはワルシャワ・フィルハーモニー管弦楽団の演奏会に独奏者として出演した。1908年にはペテルブルク音楽院でレオポルト・アウアーに師事し、1912年に卒業した。1914年にはワルシャワ・フィルハーモニー管弦楽団、翌年にはクリスチャニア音楽協会、1916年から1919年までストックホルム音楽協会のそれぞれのコンサートマスターを務めた。1920年にアメリカに渡ってボストン交響楽団のコンサートマスターとなった。セルゲイ・クーセヴィツキーが1923年にセルゲイ・プロコフィエフのヴァイオリン協奏曲第１番の初演を指揮した時には、オーケストラのコンサートマスターを任され、1924年4月24日アメリカ初演の際には独奏を担当した。
1927年からクーセヴィツキーのアシスタントとして指揮をするようになり、1953年からニューイングランド音楽院のオーケストラ、ポートランド・メイン交響楽団などを指揮するようになった。ニューイングランド音楽院では、ヘルベルト・ブロムシュテットを指導しており、ブロムシュテットはバージンについて「すばらしい音楽家でした」と回想している。1962年にボストン交響楽団のコンサートマスターを引退し、フロリダに移住。妻と共にフロリダ州立大学で教鞭をとり、地元の室内管弦楽団などを指揮したり、妻と弦楽四重奏団を作ったりした。
フロリダ州ガルフポートにて没。